# Conus ikedai
Conus ikedai é uma espécie de gastrópode do gênero Conus, pertencente à família Conidae.